# Kitgum
Kitgum – miasto w północnej Ugandzie. Stolica dystryktu Kitgum. Liczy 59.700 mieszkańców.